# Walkin' Back to Happiness
"Walkin' Back to Happiness" is een single van de Britse kindster Helen Shapiro uit 1961.
Het nummer is geschreven door John Schroeder en Mike Hawker. De destijds veertienjarige Shapiro wordt muzikaal ondersteund door Norrie Paramor. De single werd op 29 september 1961 in het Verenigd Koninkrijk uitgebracht en stond aldaar drie weken op de eerste plaats in de UK Singles Chart. Het werd ook een nummer 1-hit in Ierland, Israel, Nieuw-Zeeland en Zuid-Afrika. In de Vlaamse Ultratop 50 kwam het tot een tweede plek en in de Nederlandse Platennieuws Top 10 tot een derde plek. In de Amerikaanse Billboard Hot 100 kwam het niet voorbij de allerlaagste plek. Wereldwijd verkocht de single meer dan een miljoen exemplaren.

## NPO Radio 2 Top 2000
| Nummer met noteringen in de NPO Radio 2 Top 2000 | '99  | '00  | '01-'02 | '03  | '04-'05 | '06  |
| ------------------------------------------------ | ---- | ---- | ------- | ---- | ------- | ---- |
| Walkin' Back to Happiness                        | 1638 | 1642 | -       | 1296 | -       | 1824 |

1. ↑  Een '-' betekent dat het nummer niet was genoteerd en een vetgedrukt getal geeft de hoogste notering aan.
2. ↑  Deze tabel is bijgewerkt tot en met de laatste editie (2024).